# Isla Ukerewe
La isla Ukerewe (en inglés: Ukerewe island) es una isla lacustre africana perteneciente a Tanzania, la mayor isla del lago Victoria, la 5º isla lacustre del mundo y la mayor isla interior de África, con una superficie de aproximadamente 530 km². Es parte del Distrito Ukerewe, que se encuentra a 45 km al norte de Mwanza, a la que está unida por ferry, y también dispone de un transbordador de vehículos más corto que recorre 3,8 km y une la isla a través del canal Rugezi con un camino de tierra en la orilla oriental del lago, que se extiende a Kibara y Musoma. El litoral de la isla Ukerewe está formado por numerosas bahías y está rodeado por lo menos de una docena de islas menores. Su comunidad más grande es Nansio.

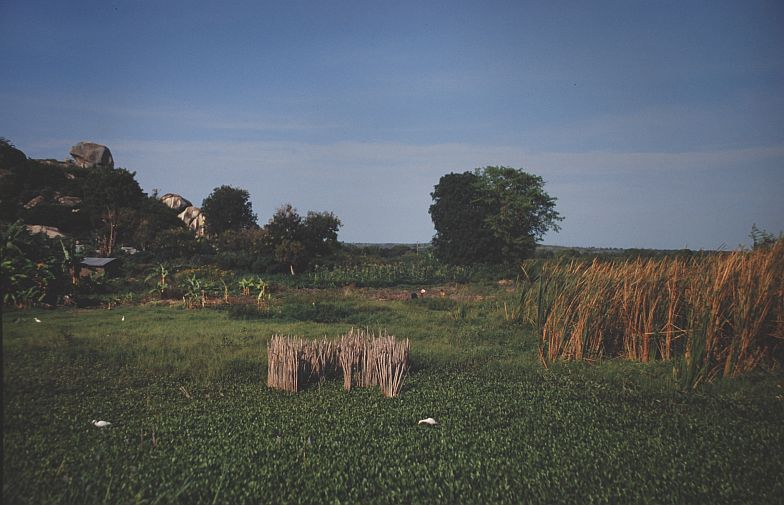
Vista de las riberas de la isla

La isla Ukerewe es conocida por tener una gran población de africanos con albinismo. Muchos de los primeros que llegaron a vivir allí fueron llevados y abandonados en la isla por sus familias cuando eran niños. A pesar de que comprende un porcentaje excepcionalmente alto de la población de la isla, siguen siendo, como en Tanzania, una minoría oprimida.